# Juan "Pachín" Vicéns
Juan "Pachín" Vicéns Sastre, (Ciales, Puerto Rico, 7 de septiembre de 1934 - Ponce el 18 de febrero de 2007), fue un baloncestista puertorriqueño que medía 1.75 m y cuya posición en la cancha era la de base. Vicéns jugó como armador para el equipo de los Leones de Ponce. Se unió al equipo en 1950 cuando solo tenía 15 años, y pasaría a guiar al equipo a seis campeonatos. Vicéns estudió y jugó baloncesto en la Universidad de Kansas State donde promedió 11.6 puntos por juego, bajo el mando del dirigente Tex Winter de 1954 hasta 1956. Vicéns fue el segundo mejor anotador en la temporada de 1955-56, llevando a su equipo a ganar la Conferencia "Big Seven" y avanzando a los "Sweet 16" de la Liga de Baloncesto Colegial.

## Primeros años
Juan Vicéns Sastre nació en Ciales, Puerto Rico. Él fue el sexto hijo de José 'Pepito' Vicéns Batalla y Antonia 'doña Lila' Sastre. A los quince años, en el año 1949, Vicéns se mudó a Ponce para estudiar en el Colegio Ponceño animado por su hermano Enrique "Coco" Vicéns quien ya jugaba con el equipo de baloncesto de los Leones de Ponce.

## Carrera como baloncelista
Tras su llegada a Ponce y por su interés en el baloncesto, Vicéns comenzó a asistir a las prácticas de los Leones de Ponce y en ocasiones tomaba el lugar de algún jugador ausente. En el año 1950, Vicéns hizo su debut en la liga de Baloncesto Superior Nacional (BSN) jugando con los Leones de Ponce. En el año 1952, Vicéns guio a los Leones de Ponce a su primer campeonato, y fue declarado el "Jugador Más Valioso" de la serie. El logro se repitió en 1954 con otro campeonato ganado y otra premiación como Jugador Más Valioso.
También, durante los años 1954 al 1956, Vicéns jugó como armador en la Kansas State University, bajo la tutela de Tex Winter (Winter fue mentor de Phil Jackson, futuro entrenador de los Chicago Bulls y los L.A. Lakers.). En el año 1956, Vicéns también guio a la Kansas State al campeonato de la "NCAA Sweet Sixteen".
Durante sus 16 años con el equipo de los Leones de Ponce, Vicéns los guio a 10 series finales y a siete campeonatos. En el año 1958, él fue el líder de los puntajes más altos de toda la liga de baloncesto, y fue declarado Jugador Más Valioso dos veces más (1958 y 1960). Él fue también el primer jugador en lograr los 5,000 puntos en la liga, jubilándose con un total de 5,102 puntos. Al finalizar la década de los años 1960s, Vicéns recibió una invitación para unirse al equipo de los New York Knicks, pero la declinó, favoreciendo mejor jugar por Ponce y en la liga puertorriqueña.
Vicéns fue miembro del equipo nacional de basketball de Puerto Rico y representó a su país en cuatro Juegos Centroamericanos y del Caribe, en dos campeonatos mundiales y en dos Juegos Olímpicos. 
En el año 1966, Vicéns — en unión a Johnny Báez y Teo Cruz — guio al equipo nacional de Puerto Rico a una medalla de oro durante los Juegos Centroamericanos y del Caribe realizados en San Juan, Puerto Rico.

## Jubilación y retiro
Después de su retiro de la vida como baloncelista profesional en el año 1966, el político Luis A. Ferré trató de reclutar a Vicéns como candidato para alcalde de Ponce en su recién fundado Partido Nuevo Progresista. Sin embargo, Vicéns rechazó la oferta prefiriendo dedicarse mejor a los negocios. Él tuvo una exitosa carrera como gerente de varios bancos en Ponce, y continuó su interés en el mundo de los deportes como comentador deportivo en la radio.

## Últimos años
Durante la última mitad del año 2006, la salud de Pachín Vicéns deterioró dramáticamente hasta el punto de que sus dos piernas tuvieron que ser amputadas. Fue hospitalizado en varias ocasiones hasta que murió en su hogar en Ponce el 18 de febrero de 2007, a la edad de 72 años.

## Logros
Entre sus logros están:
- Nombrado "Jugador Más Valioso" de la liga dos veces (1958 y 1960).
- Primer jugador de la liga en alcanzar los 5,000 puntos.
- Miembro del equipo de Baloncesto Nacional de Puerto Rico por 12 años (1954 a 1966).
- Nombrado "Mejor Jugador de Baloncesto del Mundo" en 1959 durante el torneo Mundo Basket celebrado en Chile.

## Legado
En el año 1972, los Leones de Ponce nombraron su nuevo estadio con el nombre de Coliseo Juan "Pachín" Vicéns (luego renombrado Auditorio Juan Pachín Vicéns). La sede todavía está decorada con fotos, uniformes y otros recuerdos sobre Juan Pachín Vicéns, así como también contiene una escultura de pecho arriba del gran baloncelista ponceño.
El 25 de mayo de 2007, Vicéns fue oficialmente nombrado candidato al Salón de la Fama del FIBA. Solamente 34 otros individuos de fama mundial han recibido tal honor.
En el año 1992, el municipio de Ponce reconoció una vez más la labor y logros de Pachin Vicéns colocando su nombre en una placa de bronce en el Parque del Tricentenario.

## Enlacesexternos
- Juan Vicéns en Olympics at Sports-Reference.com (en inglés) (archivado)
- Biografía
- Muertes en febrero de 2007

- Datos: Q1773826
- Multimedia: Juan Pachín Vicéns / Q1773826